# Zubin Mehta
Zubin Mehta (Bombaim, 26 de abril de 1936) é um renomado maestro indiano, atual diretor artístico da Orquestra Filarmônica de Israel.Diretor da Orquestra de Florença

## Vida
Zubin Mehta nasceu numa família aristocrática pársi indiana na cidade de Bombaim (atual Mumbai), filho de Mehli e Tehmina Mehta. Seu pai, Mehli Mehta, foi violinista e fundador da Orquestra Sinfônica de Bombaim.
Inicialmente, Zubin pretendia estudar Medicina, mas acabou por ir aos 18 anos estudar na Conservatório de Viena, na capital austríaca, onde já estudaram os maestros Claudio Abbado e Daniel Barenboim, recebendo orientação do conhecido Hans Swarowsky.
Em 1958, Mehta fez sua estreia como maestro em Viena, vencendo no mesmo ano a Competição Internacional de Regência em Liverpool, Inglaterra, sendo indicado para o cargo de regente assistente da Orquestra Filarmônica Real de Liverpool.
Já em 1961, Zubin ocupou o posto de diretor artístico da Orquestra Sinfônica de Montreal, cargo no qual permaneceu até 1967. Dirigiu também a Filarmônica de Los Angeles no período de 1962 a 1978, e a Filarmônica de Nova Iorque de 1978 a 1991.
Em 1969, a Orquestra Filarmônica de Israel o indicou para o cargo de conselheiro musical. Oito anos depois, Mehta assumiu a direção da filarmônica, cargo que se tornaria vitalício em 1981. Desde 1998, é também o diretor artístico da Ópera do Estado Bávaro, sediada em Munique. A Filarmônica de Munique o nomeou com o título de "regente honorário".
Em 1990, Zubin regeu a Orchestra del Maggio Musicale Fiorentino e a Orchestra del Teatro dell'Opera di Roma no primeiro concerto dos Três Tenores (Plácido Domingo, José Carreras e Luciano Pavarotti) na cidade de Roma, apresentando-se com eles novamente em 1994 no Dodger Stadium, em Los Angeles. Também em 1994, o maestro regeu o Requiem de Mozart com os membros do Coro e Orquestra Sinfônica de Sarajevo nas ruínas da Biblioteca Nacional de Sarajevo, num concerto para angariar fundos para as vítimas do conflito armado e em memória dos milhares de mortos nos conflitos separatistas na Iugoslávia.
No dia 29 de agosto de 1999, Mehta regeu a Segunda Sinfonia de Gustav Mahler na cidade alemã de Weimar, nos arredores do campo de concentração de Buchenwald, com a Orquestra do Estado Bávaro e com a Filarmônica de Israel lado a lado.
O maestro realizou uma turnê no seu país de origem, Índia, passando pela sua cidade natal, Mumbai (antiga Bombaim), com a Filarmônica de Nova Iorque em 1984, e dez anos depois com a Filarmônica de Israel, juntamente com os solistas Itzhak Perlman e Gil Shaham.
Nos anos de 1997 e 1998, Mehta trabalhou em colaboração com o diretor de cinema chinês Zhang Yimou na produção da ópera Turandot, de Giacomo Puccini, a qual foi representada nas cidades de Florença e de Pequim, com um performance na Cidade Proibida que envolveu mais de 300 figurantes e 300 soldados em oito representações de proporções históricas. O making of dessa produção foi registrado num documentário chamado The Turandot Project, tendo o próprio Mehta como narrador.
Zubin Mehta é especialmente famoso por suas várias interpretações de música sinfônica neorromântica de compositores como Anton Bruckner, Richard Strauss e Gustav Mahler. Também realizou uma gravação do Concerto para Sitar Nº. 2 de Ravi Shankar, juntamente com o próprio Shankar e com a Orquestra Filarmônica de Londres.
No ano de 2001, o Governo da Índia o condecorou com o Padma Vibhushan, a segunda maior honraria civil indiana. Nos meses de julho e agosto de 2005, Mehta voltou a visitar sua cidade natal, supervisionando um programa organizado pela The Mehli Mehta Music Foundation.
Em 26 de dezembro de 2005, no primeiro aniversário do tsunami asiático, Zubin Mehta se apresentou com a Orquestra do Estado Bávaro pela primeira vez em Madras (atual Chennai), na Academia de Música de Madras. Esse concerto foi organizado pelo Consulado Alemão de Madras em parceria com o Max-Mueller Bhavan/Instituto Goethe. Mehta também se apresentou em Déli no dia 28 de dezembro no Estádio Indira Gandhi. 2006 foi o seu último ano com a Orquestra Estatal Bávara.
Mehta é casado com a ex-atriz  estadunidense Nancy Kovack.
Sua vida está sendo biografada num filme de Terry Sanders chamado "Portrait of Zubin Mehta", e num livro de Martin Bookspan e Ross Yockey chamado "Zubin: The Zubin Mehta Story".